# Raecius scharffi
Espèce
Raecius scharffi est une espèce d'araignées aranéomorphes de la famille des Udubidae.

## Distribution
Cette espèce est endémique de Tanzanie. Elle se rencontre dans les montagnes de l'Arc oriental.

## Description
Le mâle holotype mesure 7,33 mm.

## Étymologie
Cette espèce est nommée en l'honneur de Nikolaj Scharff.

## Publication originale
- Griswold, 2002 : A revision of the African spider genus Raecius Simon, 1892 (Araneae, Zorocratidae). Proceedings of the California Academy of Sciences, vol. 53, no 10, p. 117-149 (texte intégral).